# Crunchyroll Expo
Crunchyroll Expo (CRX) é uma convenção de anime anual de três dias realizada durante agosto/setembro no San Jose McEnery Convention Center em San Jose, Califórnia, durante o fim de semana do Dia do Trabalho. A convenção é organizada pelo licenciador de anime Crunchyroll e ReedPop.

## Programação
A convenção tipicamente oferece um Artists Alley, Dealers Room, um baile de máscaras, painéis e videogames.

## História
A Crunchyroll Expo foi realizada pela primeira vez em 2017 no Centro de Convenções de Santa Clara em Santa Clara, Califórnia. A LeftField Media foi comprada para ajudar a organizar a convenção. A Crunchyroll Expo recebeu a maior parte de suas vendas de ingressos nos dias anteriores ao evento. O MAGWest foi realizado no mesmo fim de semana, e as convenções se associaram para permitir que os participantes participassem de eventos limitados no outro. A convenção teve problemas de pessoal e verificação de crachá, juntamente com a confusão de bilhetes de autógrafos. Eles também não tinham salas de vídeo.
A Crunchyroll Expo de 2018 foi movida para o San Jose McEnery Convention Center em San Jose, Califórnia. Eles estavam no mesmo fim de semana do SacAnime. A Crunchyroll fez parceria com a ReedPop para organizar a Crunchyroll Expo a partir de 2020. A Crunchyroll Expo 2020 foi cancelada devido à pandemia de COVID-19. Um evento online chamado Virtual Crunchyroll Expo foi realizado de 4 a 6 de setembro de 2020. A Crunchyroll Expo 2021 também foi cancelada devido à pandemia de COVID-19, mas foi substituída por um evento online.

### História do evento
| Datas                                | Localização                                                 | Aten.                                 | Convidados |
| ------------------------------------ | ----------------------------------------------------------- | ------------------------------------- | --- |
| 25–27 de agosto de 2017              | Centro de Convenções de Santa Clara Santa Clara, Califórnia | 16,000 (est.) total 35,000 na catraca | Yoshitaka Amano, Ray Chase, SungWon Cho, Caitlin Glass, Roland Kelts, Mega64, Max Mittelman, Octopimp, Chris Parson, Monica Rial, Adam Savage, e Hiroshi Shimizu. |
| 1–3 de setembro de 2018              | San Jose McEnery Convention Center San Jose, Califórnia     | 45,000 na catraca (est.)              | Yoshitoshi ABe, Justin Briner, Mica Burton, Clifford Chapin, Luci Christian, Colleen Clinkenbeard, Yuichi Fukushima, Kun Gao, Ryo Horikawa, Atsuko Ishizuka, MeltingMirror, Atsushi Nishigori, Sean Schemmel, Stephanie Sheh, Mike Sinterniklaas, Masayoshi Tanaka, TeddyLoid, Mike Toole, e Andrew Upton. |
| 30 de agosto – 1 de setembro de 2019 | San Jose McEnery Convention Center San Jose, Califórnia     |                                       | Yuu Asakawa, Kira Buckland, Flow, DJ HeavyGrinder, Ryo Horikawa, Xanthe Huynh, Junji Ito, Sunao Katabuchi, Mike McFarland, Toshio Nakatani, None Like Joshua, Brina Palencia, Tara Sands, Eric Stuart, Yuzuru Tachikawa, TeddyLoid, e Kimura U.                                                            |
| 4–6 de setembro de 2020              | Convenção online                                            |                                       | |
| 6–8 de agosto de 2021                | Convenção online                                            |                                       | |

## Virtual Crunchyroll Expo
Devido ao cancelamento da Crunchyroll Expo 2020 por causa da pandemia de COVID-19, um evento online chamado Virtual Crunchyroll Expo foi realizado de 4–6 de setembro de 2020. O evento contou com muitos convidados japoneses, incluindo Junji Ito, Soma Saito, Rie Takahashi, Mayumi Tanaka e o lutador profissional Miro. Também incluiu um beco de artistas, evento de cosplay e salão de expositores. O convidado musical MYTH & ROID também realizou um concerto online, assim como TeddyLoid.